# Otto Josias Nicolai Mørch
Otto Josias Nicolai Mørch, född 17 juli 1799 i Ålborg, död 25 juli 1842, var en dansk trädgårdsmästare.
Mørch, som var son till kaplanen och senare sockenprästen A. Lowson Mørch, gick i trädgårdslära i Rosenborgs slottsträdgård, avlade trädgårdsexamen 1820 samt examen i botanik och botanisk trädgårdsodling 1823. Efter en treårig vistelse i Nederländerna, där han arbetade i I.V. Schoemachers trädgård, blev han 1826 trädgårdsmästare vid Botaniska trädgården i Lund och förflyttades 1829 till Botanisk Have i Köpenhamn. Samma år utnämndes han till medlem av trädgårdsexamenskommissionen och 1835 företog han en resa till England och senare till Tyskland. Han skrev bland annat Stedsegjældende Fortegnelse over Blomsterfrø (andra upplagan 1838), Anvisning til at ordne Træer, Buske og urteagtige Planter efter Havekunstens Regler (1838), Om Mistbænkes og Mistbedes Anlæg (1841). Vidare skrev han flera artiklar i Havetidende, för vilken tidskrift han var medredaktör 1835–1841. År 1826 äktade han Juliane Dorothea Sjöbeck (1805–1880), dotter till bokbindarmästare Johannes Sjöbeck i Lund och Anna Lovisa Bergman. Efter Mørchs död, startade änkan en blomsteraffär i Köpenhamn, som var en av de första, som etablerades på privat initiativ (den första startades i Köpenhamn 1834 med understöd av det danske Landhusholdningsselskab, och ännu 1866 fanns endast fyra blomsteraffärer i Köpenhamn).